# Hans Hamburger
Pour les articles homonymes, voir Hamburger (homonymie).
Hans Ludwig Hamburger (né le 5 août 1889 à Berlin, mort le 14 août 1956 à Cologne) est un mathématicien allemand. Il a été professeur à l'université Humboldt de Berlin, à l'université de Cologne et à l'université d'Ankara.

## Biographie
Hamburger a obtenu son PhD à l'université Louis-et-Maximilien de Munich en 1914 sous la direction de Alfred Pringsheim. Après un séjour au front il rejoint le service d'aérodynamique de l'armée.
Il obtient son habilitation pour ses travaux sur les moments de Stieljes. Il devient privat-docent à l'université Friedrich Wilhelms (aujourd'hui université Humboldt) de Berlin en 1921, puis professeur à l'Université de Cologne en 1926. Il perd son habilitation et son poste en 1935 à cause des lois de Nuremberg et va se réfugier à Berlin. En 1939 il quitte l'Allemagne et devient lecteur à l'université de Southampton de 1941 à 1946. Après la guerre il devient professeur à Ankara de 1947 à 1953, date à laquelle il revient à Cologne,,.

## Travaux
Hamburger est connu pour ses travaux sur le problème des moments, dont l'une des parties porte son nom. Il a longuement travaillé sur la conjecture de Carathéodory (en). Il a également établi un théorème sur les fonctions zêta de Riemann. Après la guerre il s'est essentiellement intéressé aux transformations linéaires dans les espaces de Hilbert.